# فون شتراخفيتس
فون شتراخفيتس (30 يوليو 1893 - 25 أبريل 1968) كان ضابطًا في الجيش الألماني. شهد شتراخفيتسالحرب في الحرب العالمية الأولى، لكنه اشتهر بقيادته للقوات المدرعة في الحرب العالمية الثانية. لهذه الخدمات حصل على وسام الفارس الصليبي الحديدي بأوراق البلوط والسيوف والماس . 
ولد في عام 1893 في ملكية عائلته في سيليزيا. تلقى تعليمه في مختلف الأكاديميات العسكرية البروسية وخدم بامتياز كضابط بسلاح الفرسان في الأسابيع الافتتاحية للحرب العالمية الأولى. تم القبض عليه من قبل الفرنسيين في أكتوبر 1914. حدد كجاسوس بعد أن تم القبض عليه وهو يرتدي ملابس مدنية، ولكن حكم عليه في وقت لاحق بالسخرة. حاول الهرب عدة مرات، لكنه لم ينجح، وعاد إلى ألمانيا بعد انتهاء الحرب في أواخر عام 1918. في أعقاب الحرب العالمية الأولى، خاض ستراشويتز مع فريكوربس في انتفاضة سبارتاكوس من الثورة الألمانية في برلين، وفي الانتفاضات سيليزيا ضد البولنديين. في منتصف العشرينيات من القرن الماضي، تولى ملكية والده، Groß Stein، من والده وأصبح عضوًا في الحزب النازي وألجيماينه إس إس. وظل ضابطًا في الاحتياط، وشارك في تدريبات عسكرية مختلفة خلال الثلاثينيات. 
عند اندلاع الحرب العالمية الثانية، تم تعيينه كضابط إمدادات عسكرية. شارك في غزو بولندا ولاحقًا في معركة فرنسا. انتقل إلى مع فرقة بانزر السادسة عشرة التي قاتل فيها في غزو يوغسلافيا وعملية بربروسا، الغزو الألماني للاتحاد السوفيتي. حارب بامتياز على الجبهة الشرقية وحصل على جوائز مثل وسام الفارس الصليبي الحديدي بأوراق البلوط، لتصرفاته خلال معركة كلاتش. أعطيت له قيادة فوج بانزر "Großdeutschland" حصل على وسام صليب الفارس بالسيوف لمساهمته في الهجوم المضاد في خاركوف. ثم حارب في معركة كورسك والتراجع الألماني إلى دنيبر. أثناء قيادته مجموعة قتالية على جبهة نارفا في أوائل عام 1944 حصل على وسام صليب الفارس بالماس في 15 أبريل. أصيب 12 مرة خلال الحرب، وأصيب أيضا في حادث سيارة. 
في عام 1945، استسلم للقوات الأمريكية وتم احتجازه. بحلول وقت إطلاق سراحه في يونيو 1947، كان ابنه الأصغر قد قُتل أثناء العمل، وقتلت زوجته في حادث مرور، وصادرت بولندا ممتلكاته في سيليزيا. وبقي في ألمانيا الغربية، وتزوج مرة أخرى وعمل لفترة وجيزة في القوات المسلحة السورية كمستشار عسكري. عاش في مزرعة في بافاريا من عام 1951 حتى وفاته بسرطان الرئة في 25 أبريل 1968. دفن في جنازة عسكرية في Grabenstätt، بافاريا.

## التورط مع المقاومة الألمانية
في عام 1969، نشر المؤرخ الكندي من أصل ألماني بيتر هوفمان كتابًا بعنوان «أوسع، Staatsstreich ، Attentat - Der Kampf der المعارضة لهتلر» [المقاومة، الانقلاب، الاغتيال - معركة المعارضة ضد هتلر ]. يدرج هذا العمل Strachwitz كجزء من المقاومة العسكرية الألمانية للنازية. مع الجنرالات هوبرت لانز وهانز Paul Loehning [خطأ: تحقق من وسيط ورمز اللغة]  يظهر أنه مرتبط بـ «خطة لالانز»، كما شهد على ذلك الجنرال الجنرال دير جبيرجستروبHubert Lanz. وفقًا لـلانز، كانت الخطة هي اعتقال أو قتل هتلر في أوائل فبراير 1943 خلال زيارة هتلر المقررة لأرميبتيلونج لانز. في روايته، كان دور Strachwitz هو إحاطة هتلر ومرافقيه بعد وقت قصير من وصول هتلر بدباباته. وذكر لانز أنه كان سيقبض على هتلر، وفي حالة المقاومة ، كانت دبابات ستراشفيتز ستطلق النار على الوفد بأكمله وتقتله. ألغى هتلر الزيارة وتم إسقاط الخطة. يشكك المؤلف رول في هذا الرواية مستشهداً بأن ابن عم ستراشفيتز، رودولف كريستوف فرايهر فون غيرسدورف، الذي حاول اغتيال هتلر في عام 1943 ، روى أن ستراشفيتز أعرب له عن اعتقاده عدة مرات أن قتل هتلر قد يؤدي غلى مجزرة. يخلص رول إلى أن Strachwitz كان ضابطًا بروسيًا للغاية لدرجة أنه لم يفكر في اغتيال هتلر.

## ملخص وظيفي

### الجوائز
- الصليب الحديدي (1914) 
  - الدرجة الثانية (1914) [4]
  - الدرجة الأولى (1914)
- النسر سيليسيان من الدرجة الثانية والأولى بأوراق البلوط والسيوف (1921)
- مشبك الصليب الحديدي (1939) 
  - الدرجة الثانية (5 أكتوبر 1939) [5]
  - الدرجة الأولى (7 يونيو 1940)
- Deutsches Reichssportabzeichen (1941)
- وسام التاج (رومانيا) (9 يونيو 1941) [6]
- شارة بانزر
  - بالفضة(1941)
  - بالذهب بالرقم "100" (1943/1944)
- ميدالية الجبهة الشرقية (أغسطس 1942)
- شارة الجرح (1939) 
  - باللون الأسود (1941)
  - في الفضة (17 مارس 1942)
  - في الذهب (16 فبراير 1943)
- وسام الفارس الصليبي الحديدي بأوراق البلوط والسيوف والماس 
  - صليب الفارس في 25 أغسطس 1941 بصفته رائد في قوات الاحتياط وقائد الفوج الأول / بانزر فوج 2 [7] [8] [9]
  - 144th باوراق البلوط  في 13 نوفمبر 1942 بصفته أوبرسلوبمينت من الاحتياطيات وقائد الفوج الأول / بانزر فوج 2  [10] [11]
  - 27th بالسيوف في 28 مارس 1943 بصفتها أوبرست من الاحتياطي وقائد فوج بانزر "Großdeutschland"  [12] [13]
  - 11th بالماس في 15 أبريل 1944 بصفته أوبرست من الاحتياطي وقائد بانزر جروب مع هيرسغروب نورد  [14] [15]
- تم ذكر الوحدات تحت قيادته عدة مرات في فيرماخت بريشت

غالبًا ما يُنسب الفضل إلىيه تلقي الصليب الألماني بالذهب الممنوح في 29 مايو 1943، ومع ذلك تم منحه لابنه، المسمى أيضًا هايدريش، الذي حصل على هذه الجائزة برتبة Oberleutnant في 4. / بانزر فوج 15.

### الترقيات
| 17 فبراير 1914: | Leutnant (ملازم ثان)                            |
| 1921:           | Oberleutnant (ملازم أول) ، اعتبارًا من عام 1916  |
| 9 أغسطس 1933:   | إس إس- مان                                      |
| 15 سبتمبر 1933: | إس إس- شارفوهرر                                 |
| 19 ديسمبر 1933: | إس إس- توبفوهرر (قائد القوات)                   |
| 10 مارس 1934:   | إس إس- أوبرتوبفوهرر                             |
| 28 أبريل 1934:  | إس إس- أونتشتونفوهرر                            |
| 9 نوفمبر 1934:  | إس إس- اوبرستورموهر                             |
| 1934:           | هاوبتمان (نقيب) من الاحتياطيات                  |
| 15 سبتمبر 1935: | إس إس- Hauptsturmführer                         |
| 1935:           | رخيتمستار ( قائد الفرسان) من الاحتياطيات        |
| 13 سبتمبر 1936: | إس إس- قائد وحدة الاعتداء                       |
| 30 يناير 1939:  | إس إس- أوبرستورمبانفورر                         |
| 1940:           | رائد (الرائد) من الاحتياطيات                    |
| 1 يناير 1942:   | أوبرسلوبمينت (مقدم) من الاحتياطيات              |
| 1 يناير 1943:   | أوبرست (عقيد) من الاحتياطيات                    |
| 3 نوفمبر 1943:  | إس إس-شتاندارتن فوهرر، اعتبارًا من 1 سبتمبر 1943 |
| 1 أبريل 1944:   | جنرال مايجور (عميد) من الاحتياط                 |
| 30 يناير 1945:  | جينيرال لوتنانت (لواء) من الاحتياط              |

## روابط خارجية
- فون شتراخفيتس على موقع مونزينجر (الألمانية)

### اقتباسات
1. 1 2 3  Dienstaltersliste der Schutzstaffel der NSDAP, Stand vom 1. Dezember 1936 (بالألمانية), 1. Dezember 1936, OCLC:6792109, QID:Q63098423 {{استشهاد}}: تحقق من التاريخ في: |publication-date= (help)
2. ↑  Röll 2011, pp. 182–183.
3. ↑  Röll 2011, pp. 184–186.
4. 1 2  Röll 2011, p. 189.
5. ↑  Thomas 1998, p. 356.
6. ↑  Röll 2011, p. 71.
7. ↑  Scherzer 2007, p. 728.
8. ↑  Fellgiebel 2000, p. 413.
9. ↑  Von Seemen 1976, p. 331.
10. ↑  Fellgiebel 2000, p. 63.
11. ↑  Von Seemen 1976, p. 31.
12. ↑  Fellgiebel 2000, p. 41.
13. ↑  Von Seemen 1976, p. 15.
14. ↑  Fellgiebel 2000, p. 37.
15. ↑  Von Seemen 1976, p. 12.
16. ↑  Patzwall & Scherzer 2001, p. 463.
17. ↑  Röll 2011, p. 188.